# 徐百朋
徐百朋（1596年—1616年），字元重，直隸松江府上海县官籍。明朝進士。

## 生平
隆慶元年丁卯科舉人徐士亢（字叔謙）孫。錢龍錫門生。萬曆四十三年乙卯科舉人，四十四年（1616年）中丙辰科進士，工部觀政，授行人司行人，卒于官。行人司徐百朋墓，在二十八保十九圖野奴涇西。

## 家族
曾祖徐鸣凤，浦城知縣。祖徐士亢，举人。父徐似俣，监生。